# NGC 5241
NGC 5241 је спирална галаксија у сазвежђу Девица која се налази на NGC листи објеката дубоког неба.
Деклинација објекта је - 8° 24' 6" а ректасцензија 13h 36m 39,9s. Привидна величина (магнитуда) објекта NGC 5241 износи 14,2 а фотографска магнитуда 15,0. NGC 5241 је још познат и под ознакама MCG -1-35-6, IRAS 13340-0808, PGC 48043.